# George (chien)
Pour les articles homonymes, voir George.
George (né en 1998 - mort le 29 avril 2007) est un chien de compagnie qui a vécu dans la région de Taranaki en Nouvelle-Zélande. Il a sacrifié sa vie pour défendre cinq enfants des attaques de deux pit bulls. Il a reçu à titre posthume la médaille d'or du PDSA et la médaille de la bravoure de la Royal New Zealand Society for the Prevention of Cruelty to Animals (en) (RNZSPCA).

## Biographie
George est un Jack Russell terrier de 30 cm de haut avec un « problème cardiaque ». 
En 2007, il vit à Manaia, village de la région de Taranaki en Nouvelle-Zélande chez son propriétaire, le veuf Alan Gay,. 
Auparavant, George vivait chez les voisins du veuf ; ils ont offert le chien à Alan Gay quand ils ont déménagé parce que « le chien passait tellement de temps chez lui »,.
The Sydney Morning Herald et The New Zealand Herald ont rapporté que, le 29 avril 2007, cinq enfants qui marchaient dans les rues de Manaia ont été attaqués par deux pit bulls. George, âgé de neuf ans, a défendu les enfants, tout en étant sévèrement blessé pendant les combats.
Le vétérinaire d'Alan Gay a recommandé d'euthanasier George. Même si son propriétaire a accepté, il a plus tard regretté sa décision.
Les deux pit bulls ont aussi été euthanasiés et leur propriétaire a été accusé de « possession de chiens dangereux et incontrôlés »,.
Six mois plus tard, le journal Stratford Press a indiqué que c'était un seul pit bull contre un chien âgé de 14 ans, George ayant protégé trois enfants.
En février 2009, la chaîne Sky News a rapporté qu'il était âgé de 14 ans lorsqu'il a affronté les deux pit bulls
La RNZSPCA lui a remis à titre posthume une médaille pour souligner sa bravoure, la première en 17 ans, et, de plus, remise pour la première fois à un chien qui n'appartient pas à la police. Alan Gay a accepté la médaille à l'école des enfants. Un vétéran de l'United States Marine Corps, qui a participé à la guerre du Viêt Nam, a été tellement impressionné par l'action de George qu'il aurait déclaré au journal Taranaki Herald (en) qu'il enverrait l'une de ses Purple Hearts.
Au printemps 2007, une statue de bronze de George a été dévoilée à Manaia.
En 2009, le People's Dispensary for Sick Animals a remis, toujours à titre posthume, la médaille d'or du PDSA (récompense reconnue en 2020 comme l'équivalent de la croix de George pour les animaux). Elle a été suspendue au cou de la statue de bronze par Anand Satyanand, le gouverneur-général de la Nouvelle-Zélande.

### Citations originales
1. ↑  (en) « a heart condition »
2. ↑  (en) « the dog spent so much time at his place »
3. ↑  (en) « owning dangerous and uncontrolled dogs »